# 로베르토 프레스네도소
로베르토 루이스 프레스네도소 프리에토(스페인어: Roberto Luis Fresnedoso Prieto, 1973년 1월 15일, 카스티야 라 만차 주 톨레도 ~)는 줄여서 로베르토(스페인어: Roberto)로 알려진 스페인의 전직 축구 선수로, 현역 시절 미드필더로 활약했다.

## 클럽 경력
로베르토는 카스티야 라 만차 주 톨레도 출신으로, 청소년기에 카탈루냐 주로 이주했다. 그는 인근 지로나에서 프로 무대 첫 발을 디뎠고, 에스파뇰로 이적하여 직후에는 위성 구단인 로스피탈레트 소속이었다. 그는 1992-93 시즌에 1군 신고식을 치렀지만, 소속 구단은 라 리가에서 강등되었다.
이후 세군다 디비시온에서 1시즌 만에 승격을 이룩하고 1994-95 시즌에 36경기 출전 5골을 기록해 UEFA컵 진출에 일조해 준수한 활약을 펼친 로베르토는 아틀레티코 마드리드로 이적했다. 알레티에서 7년을 보낸 그는 붙박이 주전이었던 적은 없으나, 1년차에는 31경기에 출전해 3골을 기록해 수도 연고 구단의 2관왕에 일조했다. 그는 1998년 1월에 친정 구단 에스파뇰로 임대되었었다.
다목적 미드필더인 로베르토는 살라망카, 무르시아, 라요 바예카노, 그리고 쿨투랄 레오네사(후자는 3부 리그 구단이었다)를 거쳐 2005년에 은퇴했다. 2010년, 그는 아틀레티코 마드리드에 유소년부 감독으로 취임해 친정으로 복귀했다.

## 수상

### 클럽
아틀레티코 마드리드
- 라 리가: 1995–96
- 코파 델 레이: 1995–96
- 세군다 디비시온: 2001–02

에스파뇰
- 세군다 디비시온: 1993–94

### 국가대표팀
스페인 U-21
- 유럽 U-21 축구 선수권 대회 준우승: 1996[7]